# David Foster Wallace
David Foster Wallace (Ithaca, 1962. február 21. – Claremont, 2008. szeptember 12.) amerikai regényíró, novellaíró, esszéíró, valamint az angol és kreatív írás egyetemi professzora. Wallace széles körben ismert 1996-ban megjelent Infinite Jest (Végtelen tréfa) című regényéről, amelyet a Time magazin 1923 és 2005 között a 100 legjobb angol nyelvű regény közé sorolt. Posztumusz regénye, a The Pale King (Sápadt király, 2011) 2012-ben a Pulitzer-díj fikciós díjának döntőse volt. A Los Angeles Timesban David Ulin Wallace-t "az elmúlt húsz év egyik legbefolyásosabb és leginnovatívabb írójának" nevezte.
Wallace Illinoisban nőtt fel, és az Amherst College-ba járt. Angolt tanított az Emerson College-ban, az Illinois State University-n és a Pomona College-ban. 2008-ban 46 évesen öngyilkosságot követett el, miután sok évig küzdött depresszióval.

## Fiatalkora és tanulmányai
David Foster Wallace a New York állambeli Ithacában született Sally Jean Wallace (született Foster) és James Donald Wallace gyermekeként. A család az illinoisi Champaign-Urbanába költözött, ahol húgával, Amy Wallace-Havensszel együtt nevelkedett. Apja az Illinois Urbana-Champaign Egyetem filozófiaprofesszora volt. Édesanyja angol professzor volt a Parkland College-ban, egy champaigni közösségi főiskolán, amely 1996-ban "Az év professzora" díjjal ismerte el munkáját. Negyedik osztálytól kezdve Wallace családjával Urbanában élt, ahol a Yankee Ridge Elementary Schoolba, a Brookens Junior High Schoolba és az Urbana High Schoolba járt.
Serdülőként regionális rangú junior teniszező volt. Erről az időszakról írt a „Derivative Sport in Tornado Alley” című esszéjében, amely eredetileg a Harper's Magazine-ban jelent meg „Tennis, Trigonometry, Tornadoes” címen. Bár szülei ateisták voltak, Wallace kétszer is megpróbált csatlakozni a katolikus egyházhoz, de "megbukott" a vizsgálódás időszakában. Később egy mennonita gyülekezetbe járt.
Wallace az Amherst College-ba, apja alma materébe járt, ahol angol és filozófia szakon végzett, és 1985-ben summa cum laude diplomát szerzett. Egyéb tanórán kívüli tevékenységek mellett részt vett a glee clubban; a nővére úgy emlékszik vissza, hogy "gyönyörű énekhangja volt". A filozófia tanulmányozása során Wallace a modális logikát és a matematikát követte, és filozófiáról és modális logikáról szóló vezető szakdolgozatot mutatott be, amelyet Gail Kennedy-emlékdíjjal tüntettek ki, és posztumusz Fate, Time, and Language: An Essay on Free Will (2011) címmel publikáltak.
Wallace angol nyelvű kitüntetési tézisét első regénye, a The Broom of the System (1987) kézirataként adaptálta, és elkötelezte magát, hogy író legyen. David Lipskynek azt mondta: "A The Broom of the System-t írva úgy éreztem, hogy 97 százalékot használok ki, míg a filozófia 50 százalékot." Wallace 1987-ben szerzett Master of Fine Arts fokozatot kreatív írásból az Arizonai Egyetemen. Massachusettsbe költözött, hogy a Harvard Egyetem filozófiai posztgraduális iskolájába járjon, de hamarosan otthagyta a programot.

## Későbbi élete
Az 1990-es évek elején Wallace kapcsolatban állt Mary Karr írónővel. Később Wallace-t megszállottnak írta le, és azt mondta, hogy a kapcsolat ingatag volt: Wallace egyszer hozzávágott egy dohányzóasztalt, egyszer pedig kirakta az autóból, és hagyta, hogy gyalog menjen haza. Évekkel később azt mondta, hogy Wallace életrajzírója, D. T. Max zömmel kihagyta Wallace bántalmazásait. Max kapcsolatukról szóló beszámolójában a Twitteren ezt írta: "Ez körülbelül 2%-a annak, ami történt." Mary elmondta, hogy Wallace megrúgta, éjszaka felmászott a háza oldalára, és követte 5 éves fiát haza az iskolából.
2002-ben Wallace megismerkedett Karen L. Green képzőművésszel, akit 2004. december 27-én feleségül vett.
Wallace depresszióval, alkoholizmussal, kábítószer-függőséggel és öngyilkossági hajlamokkal küszködött, és többször is kórházba került pszichiátriai ellátás miatt. 1989-ben négy hetet töltött a McLean Kórházban – a Massachusetts állambeli belmonti pszichiátriai intézetben, amely a Harvard Medical School-hoz kapcsolódik –, ahol sikeresen elvégzett egy drog- és alkoholméregtelenítő programot. Később azt mondta, hogy az ott töltött idő megváltoztatta az életét.
Wallace számára fontosak voltak a kutyák, és arról beszélt, hogy menhelyet nyit a kóborkutyák számára. Barátja, Jonathan Franzen szerint „Előszeretettel viselte a bántalmazott kutyákat, és nem valószínű, hogy találna más gazdát, aki elég türelmes lenne hozzájuk”.

## Munkássága

### Karrier
A The Broom of the System (1987) országos figyelmet és kritikai dicséretet váltott ki. A The New York Times-ban Caryn James "mániákus, emberi, hibás extravagánsnak nevezte… amely egyenesen Stanley Elkin The Franchiser, Thomas Pynchon V. és John Irving Garp szerint világ című művének túlzott hagyományaiból fakad."

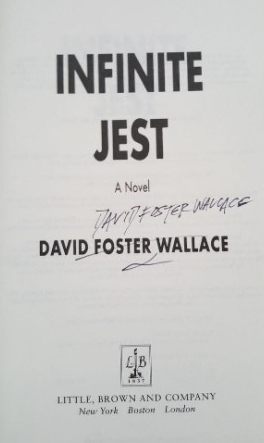
Az Infinite Jest dedikált nyitóoldala

1991-ben Wallace a bostoni Emerson College adjunktusaként kezdett irodalmat tanítani. A következő évben munkatársa és támogatója, Steven Moore javaslatára állást kapott az Illinois Állami Egyetem angol tanszékén. 1991-ben kezdett dolgozni második regényén, az Infinite Jest-en, és 1993 decemberében benyújtotta a tervezetet szerkesztőjének. Miután 1995-ben megjelentek a részletek, a könyv 1996-ban jelent meg.
1997-ben Wallace MacArthur-ösztöndíjat kapott. Megkapta a The Paris Review szerkesztői által odaítélt Aga Khan-díjat is a Brief Interviews with Hideous Men egyik történetéért, amely a magazinban jelent meg.
2002-ben Wallace a kaliforniai Claremontba költözött, hogy ő legyen az első Roy E. Disney kreatív írás professzor és angol professzor a Pomona College-ban. Félévente egy-két alapképzést tanított, és az írásra koncentrált.
Wallace beszédet mondott a Kenyon College 2005-ös végzős osztályának. A beszédet This Is Water című könyvben 2009-ben adták ki. 2013 májusában a beszéd egyes részeit egy népszerű online videóban használták fel, amely szintén a „This Is Water” címet viselte.
Bonnie Nadell volt Wallace irodalmi ügynöke egész karrierje során. Michael Pietsch volt az Infinite Jest szerkesztője.
Wallace 2008-ban halt meg. 2009 márciusában a Little, Brown and Company bejelentette, hogy kiadja egy befejezetlen regény, a The Pale King kéziratát, amelyen Wallace halála előtt dolgozott. Pietsch Wallace hátrahagyott oldalaiból és jegyzeteiből állította össze a regényt. Számos részletet publikáltak a The New Yorkerben és más magazinokban. A The Pale King 2011. április 15-én jelent meg, és általában pozitív kritikákat kapott. Michiko Kakutani, a The New York Times munkatársa azt írta, hogy a The Pale King „bemutatja [Wallace] a folytonosság hiányának ölelését; a meta és a mikroszkopikus, posztmodern pirotechnika és a régimódi történetmesélés iránti rajongása; és folyamatos érdeklődése a kortárs Amerika önkielégítés és szórakoztatás iránti rögeszméje iránt." A könyvet Pulitzer-díjra jelölték.
Pályafutása során Wallace rövid fikciókat publikált olyan folyóiratokban, mint a The New Yorker, a GQ, a Harper's Magazine, a Playboy, a The Paris Review, a Mid-American Review, a Conjunctions, az Esquire, az Open City, a Puerto del Sol és a Timothy McSweeney's Quarterly Concern.

### Témák és stílusok
Wallace túl akart lépni a posztmodernhez kapcsolódó irónián és metafikción, és fel akart fedezni egy poszt-posztmodern vagy metamodern stílust. Az „E Unibus Pluram: Television and U.S. Fiction” című esszéjében (írva 1990-ben, megjelent 1993-ban) azt javasolta, hogy a televízió ironikus hatást gyakoroljon a szépirodalomra, és arra buzdította az irodalmi szerzőket, hogy kerüljék el a tévé sekélyes lázadását:
"Szeretlek meggyőzni arról, hogy az irónia, a pókerarcú hallgatás és a nevetségességtől való félelem jellemzi a kortárs amerikai kultúra azon sajátosságait (amelynek a legmodernebb fikció is része), amelyek bármilyen jelentős kapcsolatban állnak a tévével, amelynek szép keze a nemzedékem torkán van. Érvelni fogok amellett, hogy az irónia és a gúny szórakoztató és hatásos, ugyanakkor az amerikai kultúra nagy kétségbeesésének és megtorpanásának ügynökei, és hogy a törekvő fikcionisták számára rettenetesen bosszantó problémákat okoznak."
Wallace az irónia számos formáját használta, de hajlamos volt arra összpontosítani, hogy a médiával telített társadalomban az egyének továbbra is komoly, öntudatlan tapasztalatokra és kommunikációra vágynak.
Wallace fikciója egyesíti a narratív módokat és a szerzői hangokat, amelyek magukban foglalják a zsargont és a kitalált szókincset, például saját generált rövidítéseket és betűszavakat, hosszú, több tagmondatból álló mondatokat, valamint a magyarázó vég- és lábjegyzetek széles körű használatát, mint az Infinite Jest és az "Octet" című történet. " (összegyűjtve a Brief Interviews with Hideous Men című kötetben), valamint 1996 utáni nem-fikcióinak nagy része. Egy 1997-es Charlie Rose-ról szóló interjúban Wallace azt mondta, hogy a feljegyzések megzavarják a lineáris narratívát, és tükrözik a valóságról alkotott felfogását anélkül, hogy összezavarná narratív struktúrát, és hogy összekeverhette volna a „de akkor senki nem olvassa el” mondatokat.
D. T. Max Wallace munkáját "agyi és forróvérűek szokatlan keverékeként" jellemezte, amely gyakran több főszereplőt is tartalmaz, és egyetlen műben különböző helyszíneket ölel fel. Írása a gondolat töredezettségéről, a boldogság és az unalom kapcsolatáról, valamint az emberi test szépsége és utálatossága közötti pszichológiai feszültségről szól. Wallace szerint „a fikció arról szól, mit jelent kibaszott emberi lénynek lenni”, és azt mondta, hogy „erkölcsileg szenvedélyes, szenvedélyesen morális fikciót” szeretne írni, amely segíthet az olvasónak „kevésbé egyedül lenni belül”. A Kenyon College bevezető beszédében Wallace az emberi állapotot napi válságként és krónikus kiábrándultságként írta le, és óva intett a szolipszizmustól, az együttérzés és a tudatosság egzisztenciális értékeire hivatkozva:
A szabadság igazán fontos fajtája magában foglalja a figyelmet, a tudatosságot, a fegyelmet és az erőfeszítést, valamint azt, hogy képesek vagyunk valóban törődni más emberekkel, és áldozatot hozni értük, minden nap számtalan kicsinyes unszexi módon. ... Az egyetlen dolog, ami a nagybetűs Igaz, az az, hogy te döntöd el, hogyan próbálod meg látni. Tudatosan kell eldöntened, minek van értelme és minek nincs. ... A trükk abban rejlik, hogy az igazságot előtérbe helyezzük a mindennapi tudatban. 

### Nonfiction
Wallace beszámolt John McCain szenátor 2000-es elnökválasztási kampányáról 
és a 2001. szeptember 11-ei terrortámadásokról a Rolling Stone-nak; tengerjáró hajókról 
(amely az első ismeretterjesztő könyvének címadó esszéje volt), állami vásárokról és tornádókról a Harper's Magazine számára; a Tennis magazin US Open versenyről; Roger Federer-ről a The New York Times-nak; David Lynch rendezőről és a pornográfiai ágazatról a Première magazin részére; Michael Joyce teniszezőről az Esquire magazin számára, ; a film-speciális effektusok iparágáról a Waterstone magazin számára; a konzervatív talk-rádió műsorvezetőjéről, John Zieglerről a The Atlantic számára 
és a Gourmet magazin Maine-i homárfesztiválja. Több műfajban is ismertetett könyveket a Los Angeles Times, a The Washington Post, a The New York Times és a The Philadelphia Inquirer számára. A The Atlantic 2007. novemberi számában, amely a magazin 150. évfordulójára emlékezett, Wallace azon szerzők, művészek, politikusok és mások között szerepelt, akik rövid darabokat írtak „az amerikai eszme jövőjéről”.
Ezek és más esszék három gyűjteményben jelennek meg: A Supposedly Fun Thing I'll Never Do Again (Egy állítólag szórakoztató dolog, amit soha többé nem csinálok), Consider the Lobster (Fontold meg a homárt) és a posztumusz Both Flesh and Not, amelyek közül az utolsó Wallace legkorábbi munkáját tartalmazza, köztük első megjelent esszéjét, a "Fictional Futures and the Conspicuously Young". Wallace tenisz témájú írásait a 2016-ban megjelent String Theory: David Foster Wallace on Tennis („Húrelmélet: David Foster Wallace a teniszről”) című kötetben gyűjtötték össze.
Egyes írók szépirodalmának egyes részeit valószínűtlennek találták. Jonathan Franzen azt mondta, hogy szerinte Wallace párbeszédet és incidenseket talált ki: „ezek a dolgok valójában nem történtek meg”. A "Shipping Out" és a "Welcome to the Fair" című esszékről John Cook megjegyezte, hogy
"Wallace tökéletes karakterekkel találkozik, akik komikusan kristályos vonalakat beszélnek, és nevetségesen abszurd helyzetekbe helyezik... Mindkét történetet [újságírás tanítása során] használtam példaként a borotválkozás, a díszítés és a narratívák kitalálásának elkerülhetetlen kísértésére."

## Halála
Wallace apja azt mondta, hogy David több mint 20 éve súlyos depressziós rendellenességben szenvedett, és az antidepresszáns gyógyszerek lehetővé tették számára, hogy produktív legyen. Súlyos vegyi kölcsönhatást szenvedett el a gyógyszer és az étel között, amelyet egy nap egy étteremben evett, és 2007 júniusában orvosa tanácsára abbahagyta a phenelzine, az elsődleges antidepresszáns gyógyszere szedését. A depressziója kiújult, és más kezeléseket is kipróbált, köztük az elektrosokk-terápiát. Végül visszatért a phenelzine-hez, de hatástalannak találta. 2008. szeptember 12-én, 46 évesen Wallace egy privát kétoldalas búcsúlevelet írt feleségének, elrendezte a The Pale King kéziratának egy részét, és felakasztotta magát a kaliforniai Claremontban található házának hátsó verandáján.
Az emléküléseket a Pomona College-ban, az Amherst College-ban, az Arizonai Egyetemen, az Illinois Állami Egyetemen és 2008. október 23-án a New York Egyetemen (NYU) tartották. A NYU laudációi között volt nővére, Amy Wallace-Havens; irodalmi ügynöke, Bonnie Nadell; Gerry Howard, első két könyvének szerkesztője; Colin Harrison, a Harper's Magazine szerkesztője; Michael Pietsch, az Infinite Jest és későbbi művek szerkesztője; Deborah Treisman, a The New Yorker magazin fikciós szerkesztője; és az írók Don DeLillo, Zadie Smith, George Saunders, Mark Costello, Donald Antrim és Jonathan Franzen.

## Öröksége
2010 márciusában bejelentették, hogy Wallace személyes iratait és archívumát – könyvvázlatokat, történeteket, esszéket, verseket, leveleket és kutatásokat, beleértve az Infinite Jesthez írt kézírásos jegyzeteket is – az austini Texasi Egyetem megvásárolta. Ezeket az egyetem Harry Ransom Centerében tartják.
2011 óta a New Orleans-i Loyola Egyetem angol szemináriumokat kínál Wallace-ról. Hasonló kurzusokat a Harvard Egyetemen is tanítottak. Az első David Foster Wallace konferenciának az Illinois Állami Egyetem Angol Tanszéke adott otthont 2014 májusában; a másodikat 2015 májusában tartották.
2017 januárjában indult a Nemzetközi David Foster Wallace Társaság és a Journal of David Foster Wallace Studies.
Azok az írók, akik Wallace-t befolyásként említették, többek között Dave Eggers, Jonathan Franzen, Rivka Galchen, Matthew Gallaway, David Gordon, John Green, Porochista Khakpour, George Saunders, Michael Schur, Zadie Smith, Darin Strauss, Deb Olin Unferth, Elizabeth Wurtzel és Charles Yu.

### Adaptációk

#### Film és televízió
2009-ben adták ki a Brief Interviews with Hideous Men-ből készült filmadaptációt, amelyet John Krasinski rendezett együttes szereplőkkel, és a Sundance Filmfesztiválon mutatták be.
A Simpson család 23. évadának 19. epizódja, az „A Totally Fun Thing Thing That Bart Will Never Do Again” (2012) lazán Wallace „Shipping Out” című esszéjén alapul 1997-es, A Supposedly Fun Thing I'll Never Do Again című gyűjteményéből. A Simpson család körutazik, és Wallace feltűnik egy jelenet hátterében, szmokingpólóban, miközben a hajó étkezőjében eszik.
A 2015-ös The End of the Tour című film David Lipsky és Wallace közötti beszélgetéseken alapul, amelyeket az Although of Course You End Up Becoming Yourself (2010) címűben átírtak. Jason Segel játszotta Wallace-t, és Jesse Eisenberg Lipskyt. A film a Sarasota Filmfesztiválon elnyerte a legjobb narratív filmnek járó közönségdíjat, és Segelt jelölték az Independent Spirit díjra a legjobb férfi főszereplő kategóriában.
A "Partridge", az NBC Parks and Recreation 5. évadának egyik epizódja, többször is hivatkozik az Infinite Jestre, amelynek a sorozat társalkotója, Michael Schur elismert rajongója. Schur rendezte a The Decemberists „Calamity Song” című klipjét is, amely az Infinite Jest Eschaton játékát mutatja be.

#### Színpadi és zenei feldolgozások
Tizenkét interjú közül Brief Interviews with Hideous Men (Rövid interjúk förtelmes férfiakkal) címmel Dylan McCullough rendezte színpadra 2000-ben. Ez volt Wallace művének első színházi adaptációja. A Hideous Men (Förtelmes férfiak) című darabot szintén McCullough rendezte, és 2000 augusztusában a New York-i Nemzetközi Fringe Fesztiválon mutatták be.
A Brief Interviews-t Marc Caellas rendező is adaptálta színdarabként, a Brief Interviews with Hideous Writers (Rövid interjúk förtelmes írókkal), amelynek premierje a Buenos Aires-i Fundación Tomás Eloy Martinezben volt 2011. november 4-én. 2012-ben Andy Holden művész színdarabjaként adaptálta egy kétéjszakás futásra a londoni ICA-ban.
A "Tri-Stan: I Sold Sissee Nar to Ecko" című novellát Eric Moe zeneszerző adaptálta egy 50 perces operaművé, amelyet kísérő videó vetítésekkel adtak elő. A darabról azt írták, hogy „felforgatóan beírta a klasszikus zenét a popkultúrába”.
Az Infinite Jest egyszer a németországi Hebbel am Ufer kísérleti színház színpadi darabjaként mutatta be. A darabot Berlin különböző helyszínein állították színpadra, és az akció 24 órán keresztül zajlott.
A "Good Old Neon"-t az Oblivion: Stories-ból Ian Forester adaptálta és adta elő a 2011-es Hollywood Fringe Fesztiválon, a producer a Los Angeles-i független színházi társaság, a Needtheater.
A „Surrounded by Heads and Bodies” című dal a The 1975 A Brief Inquiry into Online Relationships című albumáról az Infinite Jest kezdősorából kölcsönözte a címét. Matty Healy, a The 1975 énekese a Pitchforknak adott interjújában elmondta, hogy a regény ihlette meg, miután egy rehabilitációs időszaka alatt elolvasta:
Az Infinite Jestet olvastam, amikor rehabilitáción voltam. Nem volt ott senki. Én és az ápolóim jöttek be és ellenőriztek, aztán Angela [a dal főszereplője] mérföldekkel arrébb. Senki nem vett körül, és a könyv éppen a címlapon volt nyitva, mivel az Infinite Jest legtöbb példánya... senki sem olvassa végig az [Infinite Jest]-t! Mindenkinek korunkban van egy ütött-kopott, negyedolvasott példánya az Infinite Jestből.

## Bibliográfia

### Regények
- The Broom of the System (1987). ISBN 9781101153536
- Infinite Jest (1996). ISBN 9780316920049
- The Pale King (2011, posztumusz). ISBN 9780316175296

### Novellagyűjtemények
- Girl with Curious Hair (1989). ISBN 9780393313963
- Brief Interviews with Hideous Men (1999). ISBN 9780316086899
- Oblivion: Stories (2004). ISBN 9780759511569

### Ismeretterjesztő gyűjtemények
- A Supposedly Fun Thing I'll Never Do Again (1997). ISBN 9780316090520
- Consider the Lobster (2005). ISBN 9780349119519
- Both Flesh and Not (2012). ISBN 9780316214698 [posztumusz]

### Egyéb könyvek
- Everything and More: A Compact History of Infinity (2003)
- Fate, Time, and Language: An Essay on Free Will. Columbia University Press, 2010 [1985-ös dolgozat utánnyomása] ISBN 978-0231151573 Esszégyűjtemény
- The David Foster Wallace Reader. ISBN 9780316182393 [posztumusz] Szemelvénygyűjtemény (2014, posztumusz)
- Something to Do with Paying Attention (2022, posztumusz) ISBN 9781946022271 Egy novella részlet a The Pale King-ből.

### Magyarul
- Végtelen tréfa (Infinite Jest) – Jelenkor, Budapest, 2018 · ISBN 9789636766146 · Fordította: Kemény Lili, Sipos Balázs
- Ez a víz (This Is Water) – Online,[101] 2021 · Fordította: Bán Dénes

## Díjak és kitüntetések
- Pulitzer Prize nomination for The Pale King, 2012. Abban az évben nem osztottak ki díjat a szépirodalmi kategóriában.
- Inclusion of "Good Old Neon" in The O. Henry Prize Stories 2002
- John D. and Catherine T. MacArthur Alapítvány ösztöndíja, 1997–2002
- Lannan Foundation Residency Fellow, July–August 2000
- Named to Usage Panel, The American Heritage Dictionary of the English Language 4th Ed. et seq., 1999
- Inclusion of "The Depressed Person" in Prize Stories 1999: The O. Henry Awards
- Illinois State University, Kiemelkedő egyetemi kutató, 1998 and 1999[102]
- Aga Khan Prize for Fiction for the story "Brief Interviews with Hideous Men #6", 1997
- Time magazine's Best Books of the Year (Fiction), 1996
- Salon Book Award (Fiction), 1996
- Lannan Literary Award (Fiction), 1996
- Inclusion of "Here and There" in Prize Stories 1989: The O. Henry Awards
- Whiting Award, 1987

## Fordítás
- Ez a szócikk részben vagy egészben  a   David Foster Wallace című angol Wikipédia-szócikk fordításán alapul.  Az eredeti cikk szerkesztőit annak laptörténete sorolja fel. Ez a jelzés csupán a megfogalmazás eredetét és a szerzői jogokat jelzi, nem szolgál a cikkben szereplő információk forrásmegjelöléseként.